# Alexander McDonald

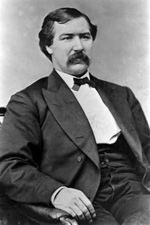
Alexander McDonald

Alexander McDonald, född 10 april 1832 i Clinton County, Pennsylvania, död 13 december 1903 i Saint Lawrence County, New York, var en amerikansk republikansk politiker. Han representerade delstaten Arkansas i USA:s senat 22 juni 1868–3 mars 1871.
McDonald studerade vid Lewisburg University (numera Bucknell University) i Pennsylvania. Han deltog i amerikanska inbördeskriget i nordstatsarmén. Under inbördeskriget blev han intresserad av bankbranschen i Arkansas och han flyttade sedan till Little Rock. Han deltog i Arkansas konstitutionskonvent och valdes till senaten i samband med att Arkansas blev delstat i USA på nytt.
McDonalds grav finns på Highland Cemetery i Lock Haven, Pennsylvania.